# Port lotniczy Fort Portal
Port lotniczy Fort Portal – port lotniczy zlokalizowany w ugandyjskim mieście Fort Portal. Obsługuje połączenia krajowe.